# Тетіївська міська територіальна громада
Тетіївська міська територіальна громада — територіальна громада в Україні, в Білоцерківському районі Київської області. Адміністративний центр — місто Тетіїв.
Площа громади — 757,78 км², населення — 48 336 осіб (2020).
Утворена 22 вересня 2017 року шляхом об'єднання Тетіївської міської ради та Бурковецької, Голодьківської, Горошківської, Дзвеняцької, Дібрівської, Михайлівської, Ненадихівської, Росішківської, Скибинецької, Стадницької, Степівської, Тайницької, Черепинської сільських рад Тетіївського району.
12 червня 2020 року до громади приєднані Височанська, Галайківська, Денихівська, Кашперівська, Клюківська, Кошівська, Одайпільська, П'ятигірська, Теліжинецька сільські ради. Таким чином до складу громади ввійшли всі міські та сільські ради Тетіївського району.

## Населені пункти
У складі громади 1 місто (Тетіїв) і 32 села:
- Бурківці
- Високе
- Галайки
- Голодьки
- Горошків
- Григорівка
- Денихівка
- Дзвеняче
- Дібрівка
- Дубина
- Кашперівка
- Клюки
- Кошів
- Михайлівка
- Молочне
- Ненадиха
- Одайпіль
- Погреби
- П'ятигори
- Ріденьке
- Росішки
- Роська
- Скибинці
- Софіпіль
- Стадниця
- Степове
- Тайниця
- Тарасівка
- Теліжинці
- Хмелівка
- Черепин
- Черепинка

## Старостинські округи
- Бурківці
- Високе
- Галайки
- Голодьки
- Горошків
- Денихівка
- Дібрівка
- Кашперівка
- Клюки
- Кошів
- Михайлівка
- Ненадиха
- Одайпіль
- П'ятигори
- Росішки
- Скибинці
- Стадниця
- Степове
- Тайниця
- Теліжинці
- Черепин